# Hraběnka (opera)
Hraběnka (v polském originále Hrabina) je opera (zpěvohra) o třech dějstvích polského skladatele Stanisława Moniuszka na libreto Włodzimierze Wolského z roku 1859. Poprvé byla uvedena dne 7. února 1860 ve varšavském Velkém divadle.

## Vznik opery
Přelom 50. a 60. let 19. století byl pro Stanisława Moniuszka vrcholem jeho aktivity. Roku 1858 byla uvedena nejprve definitivní verze Halky a poté Vorař, mezitím byl Moniuszko jmenován šéfdirigentem polské opery ve varšavském Velkém divadle a podnikl studijní cestu do Paříže. Z tamějších zážitků nemálo čerpal i při kompozici své následující opery, jejíž námět vybral sám, ale o libreto požádal Włodzimierze Wolského. S Wolským, čelným představitelem varšavské bohémy a tvůrcem s radikálními politickými názory, které se od sociálních otázek přesouvaly k vlastenectví a agitaci za samostatnost Polska, se znal již od 40. let a Wolsky byl i libretistou Moniuszkovy nejúspěšnější opery Halka (1848/1858).
Podle vzpomínek libretisty měl skladatel o opeře přesnou představu: „Na Moniuszkovu žádost to měl být obraz doby minulé, které se zvnějšku odívala do nestylového rokoka, ale aspirovala na styl, a zvnitřku se oddávala zahálce a zábavě, ale přinášela krvavou oběť v legiích, které přinesly nad Vislu nové tradice a počátek stylu empíru.“
Moniuszko pracoval na opeře – jejíž pracovní název zněl Hrabina-Dianna – během roku 1859 a se snažil ji dopsat tak, aby mohla mít premiéru 1. ledna 1860 (první leden byl jeho šťastný den, datum premiér obou verzí Halky), ale nastalo zpoždění jednak kvůli jeho zdravotním problémům, jednak kvůli potížím se spoluprací s libretistou: Moniuszko si na něj stěžoval, že „se přede mnou schovává po knajpách jako liška před chrtem“. Hotovou operu Hraběnka Moniuszko věnoval varšavskému obecenstvu, které přijalo tak příznivě jeho dvě předchozí díla.
Veselá opera byla přijata obecenstvem s nadšením, které kritika zcela nesdílela. Obojí postoj se však týkal především námětu. Józef Sikorski, šéfredaktor revue Ruch Muzyczny, vyčítal opeře triviální námět a nazýval ji „dramatem o roztržené spodnici“. Hlubší neklid působilo samotné vylíčení zhýčkané polské společnosti, pokles morálky a vlastenectví v čase bezprostředně před zánikem Polska koncem 18. století, které podle Sikorského odpovídalo skutečnosti, ale vzbuzovalo nepříjemné pocity. Tím více chválil autenticky „polské“ momenty a postavy díla – líbeznou Broňu, korouhevníka a jeho dům, lovecké a vojenské písně atd. I nadšení obecenstva vzbuzovaly zejména jinotaje, které v opeře nacházelo a které cenzuře unikly, pofrancouzšťování elit v opeře chápali diváci jako alegorii porušťování, ke kterému docházelo v jejich vlastní době, a apel na polské tradice, mužnost a vlastenectví se v době nedlouho před Lednovým povstáním nemíjely účinkem.

## Charakteristika
Hraběnka má formu zpěvohry s mluvenými dialogy obdobné francouzské opéře-comique (s tou se Moniuszko podrobně seznámil za svého pobytu v Paříži roku 1858) nebo německému singspielu. Tato forma již v Moniuszkově době zastarávala a skladatel ji možná zvolil právě jako archaizující prvek – doba, kdy se děj odehrává, totiž sklonek 18. století, byla dobou vrcholu tohoto žánru. Lze ji však interpretovat i moderně a například Stefan Wysocki v roce 1966 v recenzi na 'Hraběnku vyhlásil Moniuszka otcem polského muzikálu.
Libreto opery je založené na prostém žertu a až na několik sentimentálních pasáží prostě komické, zabíhající až do triviálnosti a banálnosti. Zajímavá je charakterizace zhýčkaného prostředí hojným využívání francouzských slov, vazeb i celých vět. I hudebně se ohybuje na pomezí mezi operou a operetou (které Moniuszko skládat také). Podle muzikoložky Agnieszky Topolské hudba Hraběnky dokazuje, že její skladatel byl tradičním tvůrcem, a přitahuje především „svou konvenční krásou“. „Melodie snadno plynoucí do ucha, podepřené akordickým doprovodem harmonicky založeným na základních funkcích, to je charakteristický rys celé hudby k Hraběnce. […] Je obtížné v ní hledat harmonické hloubky, hudební komplexnost.“ Slovy Anny Hostomské má libreto Hraběnky ráz konverzační, mnohde satiricky zaostřené veselohry a hudba je „lehká, přístupná, salónní ve scénách společenských, s náznaky a přímými citáty písní a hudby lidové“. Ve srovnání s jinými Moniuszkovými operami je nápadný význam tanečních scén, zejména ve 2. dějství.
Některé typy v Hraběnce předjímají postavy ve Strašidelném zámku, zejména Dzizi je předchůdce Damazyho. Tradiční polskou šlechtu charakterizuje způsob, jakým jsou osoby pojmenovávány, totiž svými dvorskými tituly: udatným strážcem tradice je „korouhevník“ (ve Strašidelném zámku „mečník“), kolísajícím je „podčeší“ (ve Strašidelném zámku „číšníková“). Naopak polské tradici zcela odcizená je „hraběnka“, jež nese jen obecně evropský šlechtický titul. I hudebně jsou postavy charakterizovány v tomto duchu, markantní je zejména rozdíl mezi hraběnkou, jež má dvě náročné árie evropského stylu, a Broňou, jejíž dvě sóla jsou (pseudo)lidové písně. Jedinou lidovou písní přímo citovanou je populární lovecká píseň Pojedziemy na łów na počátku třetího dějství. Moniuszko prokázal v této opeře nejlépe svůj smysl pro hudební humor a satiru, zejména v písni Dziziho, scénách podčešího nebo v parodii na italskou árii ve druhém dějství. Celkovým ideovým vyzněním je Hraběnka oslavou konzervatismu a nacionalismu v konfrontaci s duchem modernosti a kosmopolitismu vanoucím z porevoluční Francie.
Mezi nejznámější čísla opery patří rázná vojenská píseň Pomnę, ojciec waścin gadał z prvního dějství opery; výzvu k výjezdu na lov bylo možné dobře interpretovat jako výzvu k boji, a v tomto smyslu píseň i později sloužila. (Skladatel Władysław Żeleński s odkazem na tuto píseň uznale napsal: „Moniuszko umí udeřit na vojenskou notu.“) Nejznámější částí opery se však stala melancholická polonéza tvořící úvod do třetího dějství, vyjadřující atmosféru korouhevníkova domu, hájemství polské tradice. Moniuszko ji doplnil až těsně před premiérou a posloužil si přitom poslední ze souboru šesti klavírních polonéz, jež vydal ve Vilniusu roku 1858. Přeinstrumentoval ji přitom pro hluboké smyčcové nástroje. Již při premiéře musela být pětkrát opakována a vysloužila si od té doby mnohé chvály jako geniální hudební vystižení polského ducha.

## Inscenační historie
Hraběnka se ve Varšavě hrála v původní inscenaci od roku 1860 až do roku 1883. Nová inscenace byla vypravena roku 1898 a roku 1904 se hrálo sté představení Hraběnky na scéně varšavského divadla. Další inscenace následovaly v letech 1916, 1919, 1927 a 1938. Ve Lvově se Hraběnka hrála poprvé roku 1872 v německé verzi (Die Gräfin), o dva roky později pak i v polském znění a průběžně až do roku 1937. Další inscenace byly v Poznani (1911 a 1929), Vilniusu (1925) a Katovicích (1926).
V době po druhé světové válce se Hraběnka hrála na všech polských operních scénách: Varšava (1951, 1960, 1969, 1982 – obn. 1986), Poznaň (1946 – obn. 1953 a 1957 –, 1966, 1981, 1994), Krakov (1945, 1974), Bytom (1953 – obn. 1960), Vratislav (1954, 1974), Bydhošť (1960, 1982), Gdaňsk (1978, 2019), Lodž (1979, 2007), Štětín (2004), roku 2002 i uvedlo i Letní divadlo v Ciechocinku.
Již od 19. století se Hraběnka hrála s různými jazykovými i dramaturgickými úpravami libreta; nejdále šel zřejmě ve své úpravě autor varšavské inscenace z roku 1951 Leon Schiller, který dopsal téměř 500 nových veršů, připsal nové osoby a baletní scény ze 2. dějství koncipoval jako alegorii zániku feudalismu. Ani hudba nezůstala ušetřena, původní orchestraci nahradila v praxi mohutná pozdně romantická orchestrace Grzegorze Fitelberga (1879–1953).
Jediná doložená inscenace Hraběnky mimo polské scény se uváděla roku 1926 v New Yorku.
Do češtiny přeložila libreto Hraběnky Anna Hostomská, tato opera však v českých zemích dosud (2015) provedena nebyla.
Na rozdíl od ostatních Moniuszkových oper nebyla Hraběnka nikdy v úplnosti vydána, za života skladatele vyšel jen soubor výňatků, jež Moniuszko nechal vytisknout u firmy Gebethner a Wolff ještě před premiérou roku 1859. Naopak je jedinou Moniuszkovou operou, u níž se zachovala celá rukopisná partitura.

## Osoby a první obsazení

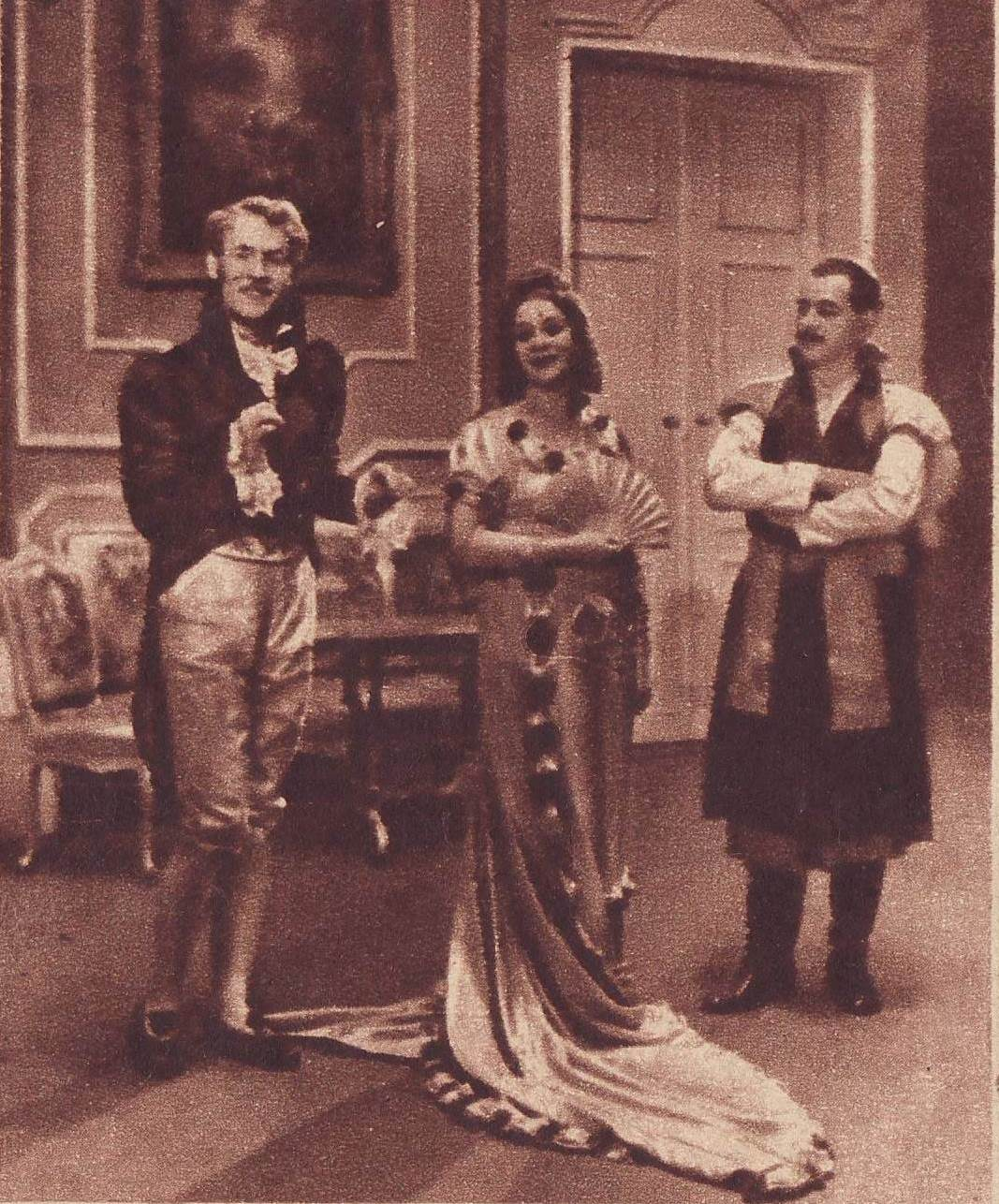
Mieczysław Wojnicki, Halina Dudicz-Latoszewska a Stanisław Roy ve zfilmované podobě Hraběnky z roku 1946

| osoba                                                             | hlasový obor | premiéra (7. 2. 1859)   |
| ----------------------------------------------------------------- | ------------ | ----------------------- |
| Hraběnka                                                          | soprán       | Paulina Rivoli          |
| Pan korouhevník (chorąży)                                         | bas          | Wilhelm Troschel        |
| Broňa (Bronia), jeho vnučka                                       | soprán       | Józefa Chodowiecka-Hess |
| Kazimír (Kazimierz), důstojník hulánů                             | baryton      | Mieczysław Kamiński     |
| Pan podčeší (podczaszyc), starý šlechtic                          | baryton      | Alojzy Żółkowski        |
| Zdislav (Zdzisław), zvaný Dzizi, jeho synovec                     | tenor        | Leopold Matuszyński     |
| Panna Eva (Ewa), hraběnčina známá                                 | soprán       | Bronisława Dowiakowska  |
| Dámy a pánové z varšavské společnosti, hosté, lovci, služebnictvo |              |                         |
| Dirigent:                                                         | Dirigent:    | Stanisław Moniuszko     |

## Děj opery
Odehrává se ve Varšavě a ve vsi na polském venkově na počátku 19. století.

### 1. dějství
Hraběnčin palác ve Varšavě. Za několik dní se má v paláci nedávno ovdovělé mladé hraběnky velký ples, jímž doufá zaujmout přední místo ve varšavské vznešené společnosti. Proto je zde každý zaneprázdněn přípravami a hovorem o velkoleposti nadcházející slavnosti. Pro hraběnku se šije ohromující kostým Diany. Elegán Dzizi se snaživě pokouší získat si hraběnčinu přízeň, a proto s ní vymýšlí podrobný pořad plesového programu, baletů, rejů masek a podobně. V paláci se nachází i Broňa, hraběnčina vzdálená příbuzná, stejně jako Dziziho strýc a příživník, postarší pan podčeší. I on se točí kolem paní domu, to ale Dzizi přirozeně nevidí rád a podaří se mu obrátit strýcovu pozornost na Broňu.

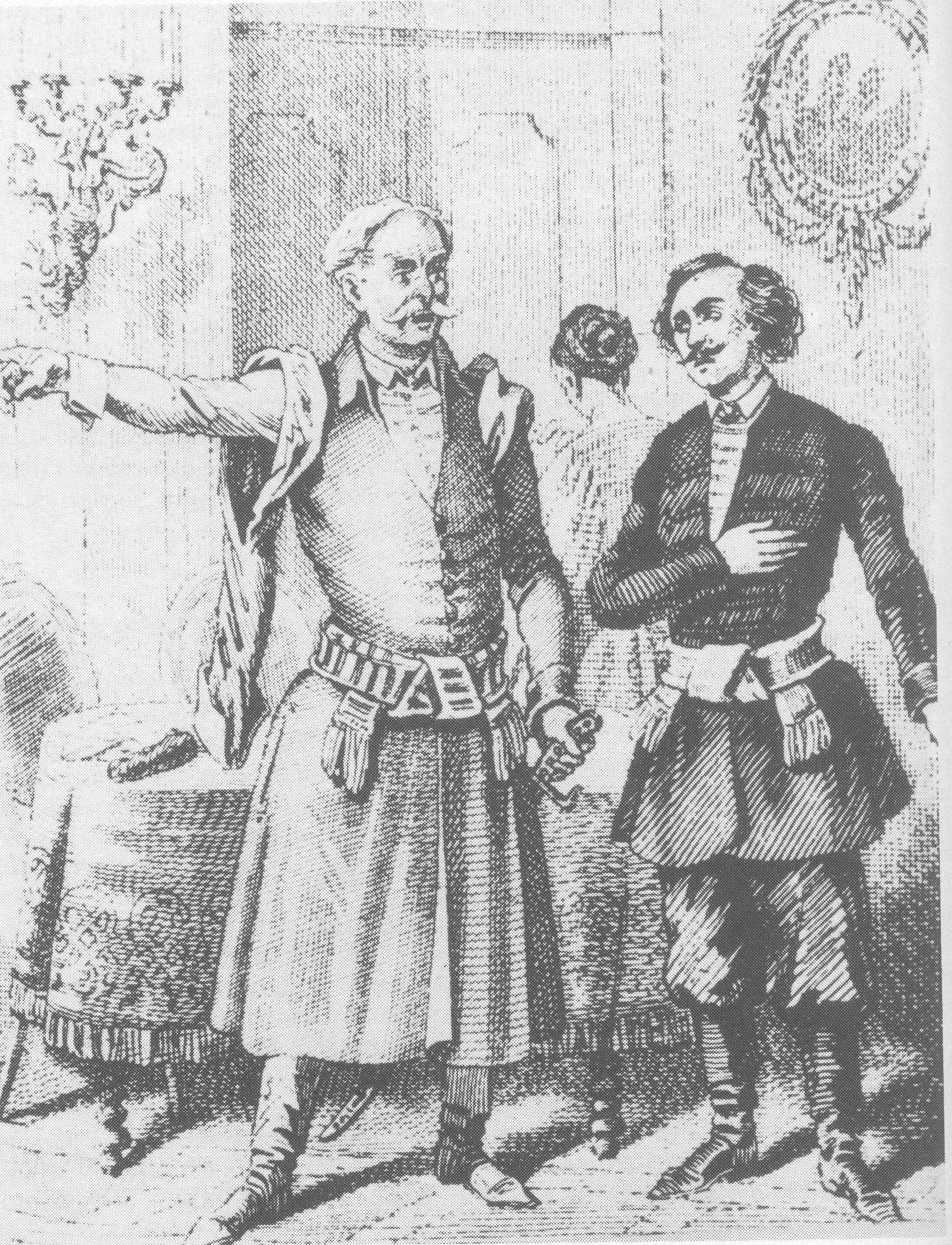
Scéna z I. jednání Hraběnky, korohevníkova árie Ruszaj bracie, ruszaj w pole. Rytina J. Lewického

Broňa přišla do města teprve nedávno z venkova a nové prostředí ji skličuje. Stýská si svému dědovi, panu korouhevníkovi, že se cítí nesvá v umělém prostředí salónu, falešném světě plném nepřirozených cizozemských zvyků a prázdného smíchu (arietta O mój dziaduniu). Broňa je nešťastně zamilována do mladého šlechtice ze sousedního panství, Kazimíra, s nímž trávila skoro celé dětství. I Kazimír dochází do hraběnčina paláce, ale ne za Broňou, byť si je vědom její lásky. Miluje totiž hraběnku, a i když ta si mezi svými ctiteli stále nemůže vybrat, přece jen dává největší naději právě Kazimírovi. Korouhevník vyčítá mladíkovi zženštilou zahálku a vyzývá ho, aby se po vzoru svého nebožtíka otce věnoval mužnější činnosti, například lovu (píseň Pomnę, ojciec waścin gadał… Ruszaj bracie, ruszaj w pole). Ale Kazimír cítí, že jeho štěstí závisí na tom, zda hraběnka opětuje jeho lásku (árie Od twojej woli).

### 2. dějství
Hraběnčin palác ve Varšavě. Před plesem si hraběnka zkouší své nové šaty a obdivuje svůj obraz v zrcadle (árie Suknio coś mnie tak ubrała). Hosté, kteří se shromáždili v taneční místnosti, se zřetelně dělí do dvou skupin: Kazimír, Broňa a korouhevník tvoří „národní stranu“ – oblečeni v jednoduchém, tradičním polském oděvu. Ostatní hosté tvoří „cizí stranu“ – oblečeni honosně, avšak ne podle polské tradice. Odehrává se zkouška na představení, která má dodat plesu ještě více lesku: nejprve baletní scéna Zefyra s Florou, pak virtuózní vlašská árie, již zpívá hraběnčina známá Eva (árie Perche belli), následně přijíždí podčeší převlečený za „Neptuna na Visle“ v kočáře tvaru mušle a doprovázený rusalkami, nymfami a satyry. Ostatní hosté jej zdraví, korouhevník je však touto šaškárnou znechucen. Jako poslední měla zazpívat jiná hraběnčina přítelkyně, avšak onemocněla. Broňa ji zastoupí a zpívá smutnou píseň o venkovské dívce, jejíž milý odešel na vojnu a ona mu slibuje věrnost až do hrobu (píseň Szemrze strumyk pod jaworem). Na hosty upřednostňující „cizí“ kulturu neučiní píseň žádný dojem, shledávají ji příliš všední. Kazimír, krouhevník, a dokonce i podčeší jsou však její prostou, upřímnou krásou silně dojati.
Tančí se kotilión. Tu se roznese zpráva, že přichází Madame la Comtesse Henriette de Vauban, milenka knížete Józefa Poniatowského, osobnost udávající takt varšavské módě a nejprominentnější z očekávaných hostů. Hraběnka ji běží přivítat a nabízí své rámě nejpohlednějšímu z kavalírů, totiž Kazimírovi. Ale ten je takovou poctou a okamžikem tak rozechvělý, a nadto omezený v pohybech svou vlastní maskou – těžkým středověkým brněním –, že hraběnce přišlápne vlečku a její šaty, „pravý zázrak z hedvábí a krajek“, se roztrhnou v půli. Hraběnka se náhle ocitne před všemi hosty v nedbalkách a namísto společenského triumfu se stane terčem zlomyslného posměchu. Není proto divu, že dostává hysterický záchvat, obviňuje Kazimíra, že ji záměrně ponížil, a vyhání ho z paláce. Zmatenému a nešťastnému Kazimírovi je jasné, že u ní pozbyl veškerou přízeň.

### 3. dějství
Venkovský zámek korouhevníkův. Melancholická polonéza hraná třemi violoncelly, violou a kontrabasem navozuje poklidnou a vlasteneckou atmosféru tohoto domu. Broňa sedí s dědečkem a jedním jeho přítelem u ohně a očekávají návrat lovecké výpravy. Mezi jejími účastníky je i podčeší, který je zde hostem stále se uchází o Broňu, a lovci se právě vracejí (lovecká píseň Pojedziemy na łów, towarzyszu mój). Broňa ovšem stále myslí na Kazimíra, který po nešťastné příhodě na hraběnčině plese vyrazil do vojenské služby bojovat za vlast. Nečekaně přijíždí další host, sama hraběnka v doprovodu neodbytného Dziziho. Poté, co její bezprostřední rozhořčení pominulo, si uvědomila cenu Kazimírovy nezištné lásky. Dozvěděla se, že mladý důstojník má přijet sem do vsi navštívit svou matku, přičemž se jistě neopomene přijít pozdravit s krouhevníkem, a chce se pokusit znovu získat jeho lásku (árie On tu przybywa). Kazimír se však vrací ve zcela jiném rozpoložení a pohled na korouhevníkův zámek mu připomene sladkou a upřímnou tvář Broni, o níž se navíc dozvěděl, že se po dobu Kazimírovy nepřítomnosti starala o jeho nemocnou matku (árie Rodzinna wioska już się uśmiecha). Není mile překvapen skutečností, že ho zde jako první vítá právě hraběnka, a opětuje její pozdrav jen odměřeně.
Avšak korouhevník a Broňa nevědí o změně mladíkových citů a současný příjezd Kazimíra a hraběnky si vykládají mylně jako důkaz jejich obnoveného vztahu. Zato rozveselenému a trochu podnapilému podčešímu, znalci lidských povah, změnu situace neunikne. Sám se mezitím smířil s tím, že s Broňou už pro věkový rozdíl nejsou vhodnými partnery. Proto obšírnou, vyšperkovanou a vyčerpávající řečí prosí Broňu o ruku, ale – k dívčině velké úlevě – Kazimírovým jménem. Zmatený Kazimír konečně pochopí, že podčeší vyjádřil to, co jemu samotnému zabraňoval vyslovit ostych, a pokleknutím před korouhevníkem dokládá podčešího slova.
Hraběnka je zklamána, ba raněna; ale je příliš hrdá, než aby na sobě nechala své city znát. Procitla z iluzí o své neodolatelnosti a raději rychle odjíždí (árie Zbudzić się z ułudnych snów). Dzizi ji provází a raduje se, že přišel o nejnebezpečnějšího soka. Ostatní hosté zůstávají a připíjejí na zdraví mladého páru.

## Nahrávky
- 1965 (1973 LP, Polskie Nagrania MUZA SXL 0226; CD 2004 Polskie Nagrania Muza). Zpívají (hraběnka) Halina Słonicka, (korouhevník) Edmund Kossowski, (Broňa) Agnieszka Kossakowska, (Kazimír) Kazimierz Pustelak, (podčeší) Edmund Kossowski, (Eva) Bogna Sokorska. Orchestr a sbor Velkého divadla ve Varšavě řídí Mieczysław Mierzejewski (výběr árií).[10]